# Denticetopsis
Denticetopsis – rodzaj słodkowodnych ryb sumokształtnych z rodziny Cetopsidae. 

## Zasięg występowania
Północna część Ameryki Południowej – Brazylia, Gujana, Wenezuela, Kolumbia, Ekwador i Peru.

## Klasyfikacja
Gatunki zaliczane do tego rodzaju:
- Denticetopsis epa
- Denticetopsis iwokrama
- Denticetopsis macilenta
- Denticetopsis praecox
- Denticetopsis royeroi
- Denticetopsis sauli
- Denticetopsis seducta

Gatunkiem typowym jest Denticetopsis sauli.